# Valeur faciale
Pour les articles homonymes, voir Valeur faciale (timbre).
En économie, la valeur faciale est la valeur que la convention donne à un objet. Elle s'oppose à la valeur de ses différents composants/matériaux, comme la valeur métallique d'une monnaie.

## Numismatique
Les premières monnaies étaient fabriquées avec un pourcentage de métal (or ou argent en particulier) pur dans la pièce, ce qui donnait sa valeur métallique et était prise comme valeur faciale. Par exemple, le franc germinal, en 1803, contenait 290,322 5 mg d'or par franc. On compte cependant des exceptions dès l'Antiquité comme l'antoninianus émis dans l'Empire romain à partir de 215 et dont la valeur faciale dépassait d'un tiers la valeur de l'argent incorporé.
Aujourd'hui, la valeur faciale des pièces de monnaie est déconnectée de leur valeur métallique intrinsèque : elle ne dépend donc plus de la quantité de métaux précieux. La valeur des billets de banque, depuis leur création, a fonctionné sur le même principe que les pièces depuis leur "démétallisation" : elle dépend uniquement de la confiance des utilisateurs en l'utilisation qu'ils peuvent faire de ces pièces : on parle de monnaie fiduciaire (du latin fides, la foi, la confiance). La valeur faciale est dès lors indiquée sur la pièce ou le billet-même afin que les utilisateurs puissent savoir la valeur "pratique" de cette pièce ou de ce billet. Cette valeur faciale est dès lors la valeur légale de la pièce ou du billet tant que celui-ci est en circulation, et est le plus souvent supérieure à la valeur des éléments le composant (le métal pour les pièces ; le papier, l'encre et les autres composants (fil de sécurité par exemple) pour les billets) et au coût de fabrication de la pièce ou du billet (quelques exceptions existent néanmoins pour les pièces, comme la pièce de 1 centime d'euro dont le coût de fabrication est supérieur à la valeur faciale de la pièce). La valeur "de collection" d'une pièce ou d'un billet est généralement bien différente de sa valeur faciale, notamment pour les pièces et billets qui ne sont plus en circulation : elle est généralement supérieure, mais est parfois inférieure, notamment pour des billets récents et ayant circulé en très grand nombre.